# Саут Монро (Мичиген)
Саут Монро (енгл. South Monroe) насељено је место без административног статуса у америчкој савезној држави Мичиген.

## Демографија
По попису из 2010. године број становника је 6.433, што је 63 (1,0%) становника више него 2000. године.
| Група             | 2000.         | 2010.         |
| Белци             | 5.835 (91,6%) | 5.768 (89,7%) |
| Афроамериканци    | 187 (2,9%)    | 198 (3,1%)    |
| Азијати           | 75 (1,2%)     | 45 (0,7%)     |
| Хиспаноамериканци | 154 (2,4%)    | 273 (4,2%)    |
| Укупно            | 6.370         | 6.433         |